# Il meraviglioso tubetto
Il meraviglioso tubetto è un album in studio del duo musicale italiano Gli Agnelli Clementi, pubblicato nel 2000, allegato a una raccolta di storie scritte da Manuel Agnelli.

## Descrizione
Nel 1999 Manuel Agnelli pubblica la prima edizione del libro con la casa editrice Ultrasuoni con il titolo I racconti del tubetto. Nel 2000 viene pubblicata una seconda edizione con il titolo Il meraviglioso tubetto, contenente un CD del duo Gli Agnelli Clementi, composto da Manuel Agnelli ed Emidio Clementi, con l'aggiunta della chitarra elettrica di Pasquale De Fina. Dal vivo le letture sono accompagnate sia dalla musica che dai video montati da Sara Cavani.
Il libro è diviso in vari racconti alternati a parte dei testi di alcune delle più belle canzoni del gruppo. L'introduzione è a cura di Alberto Campo mentre l'epilogo, una lettera a Manuel intitolata A Pen Dice Up And Ice, è di Federico Nobili.

## Tracce
1. GDC (Glicine Del Cosmo) – 6:26 (Manuel Agnelli)
2. Simbiosi + Peckinpah in ralenti – 7:32 (Afterhours, Emidio Clementi)
3. Pelle – 4:10 (Afterhours)
4. Anche se non ho le ali non vuol dire che non ti ami – 6:11 (Manuel Agnelli)
5. Dentro Marylin – 5:36 (Afterhours)
6. C'è questo stanotte – 1:32 (Massimo Volume)
7. Pop – 4:23 (Afterhours)

Durata totale: 35:50

## Formazione
- Manuel Agnelli - chitarra acustica
- Emidio Clementi - basso, voce
- Pasquale De Fina - chitarra elettrica

## Edizioni
- Manuel Agnelli, I racconti del tubetto, Ultrasuoni, 1999, ISBN 88-86114-52-4.
- Manuel Agnelli, Il meraviglioso tubetto, collana Piccola Biblioteca Oscar, Mondadori, 2000,  pp. 109 + 1 CD, ISBN 88-04-48116-1.